# Йоганн Баптист Лампі старший
Йоганн Баптист Лампі старший (1751, Ромено, Південний Тіроль — 1830, Відень) — австрійський художник, італієць за походженням, син художника Матіаса.

## Біографія
Навчання Й. Лампі розпочав з 1768 у Зальцбурзі у Ф.Кеніга і Ф.Унтербергера. У 1771—1773 продовжував навчання у Вероні у братів Ф. і Д. Лоренці. У 1773 став членом веронської Академії мистецтв.
Після повернення в Ромено, Лампі виконував монументально-декоративні роботи в храмах. Дальше працював в Інсбруку (1781), Клагенфурті (1782). У 1783 перебрався до Відня, де став портретистом двору і знаті. В тому ж році написав портрет видатного австрійського астронома і геодезиста світової слави проф. д-ра Йозефа Ксавера Лісґаніґа (1719-1799), який з 1772 р. працював в Галичині і у Львові, де і помер. Портрет нині зберігається у Львівській національній галереї мистецтв імені Бориса Возницького.З 1785 став викладати у віденській Академії мистецтв, а з 1786 — професор живопису і радник Академії.
Протягом 1788—1790 Лампі перебував, за запрошенням короля Станіслава Августа Понятовського, у Варшаві, де написав багато портретів польського і литовського дворянства, зокрема і дворян з Поділля.
Після Варшави Й.Лампі повернувся до Відня. У 1791 за запрошенням князя Г.Потьомкіна в переїхав у Ясси, а у 1792 — в Петербург. В Росії малював представників імператорського двору, в 1794 став «почетньїм вольньїм общником» петербурзької Академії. Серед його учнів був Володимир Боровиковський, якого Й.Лампі високо цінував і став його другом. У 1795, за клопотанням Лампі, він став академіком. Свою майстерню Й.Лампі, при від'їзді в 1797 з Петербурга до Відня, передав В.Боровиковському.
З 1800 Й.Лампі очолював раду Академії мистецтв. У 1805 став головним хранителем імператорської художньої колекції.

## Галерея

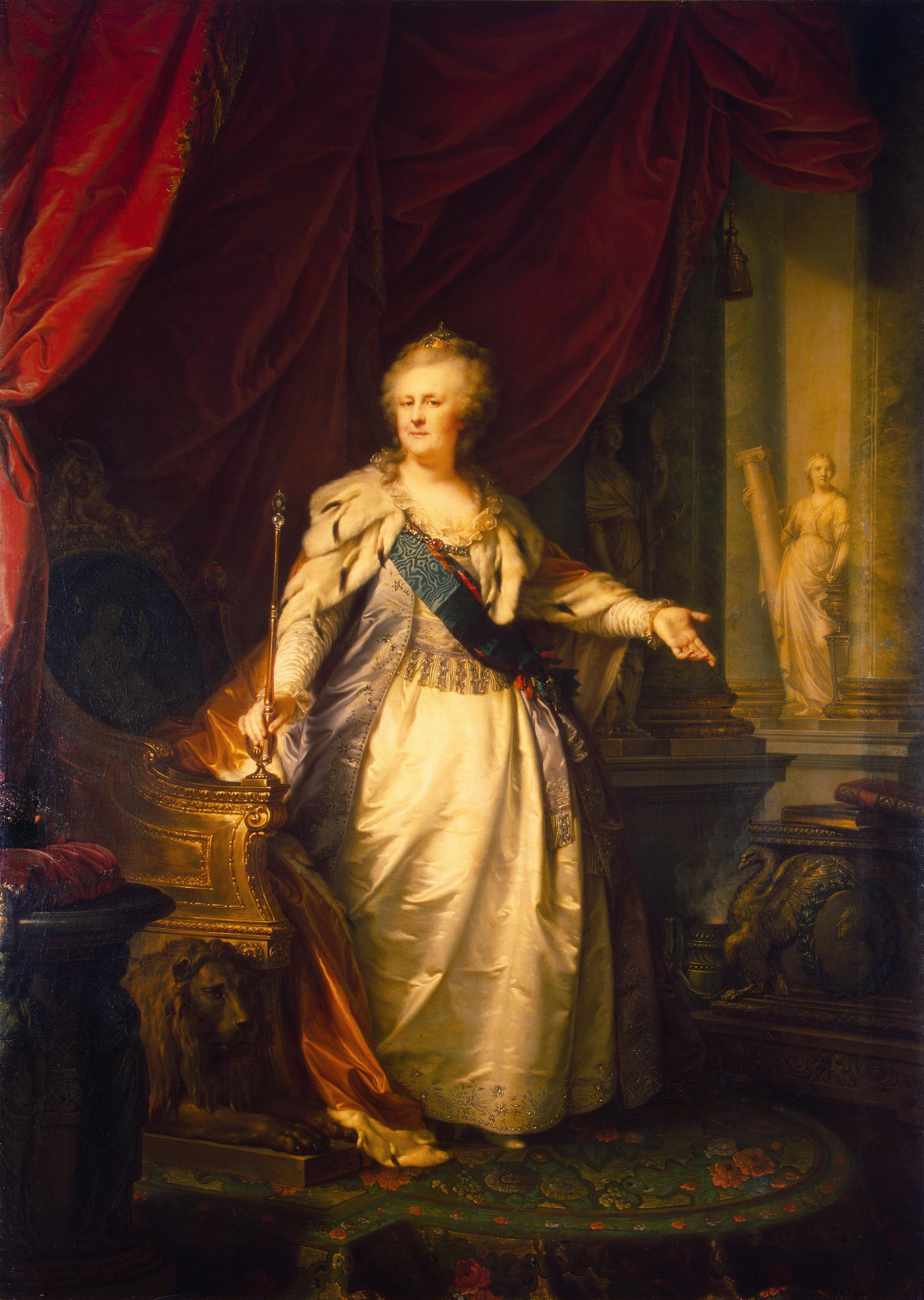
Портрет імператриці Катерини II
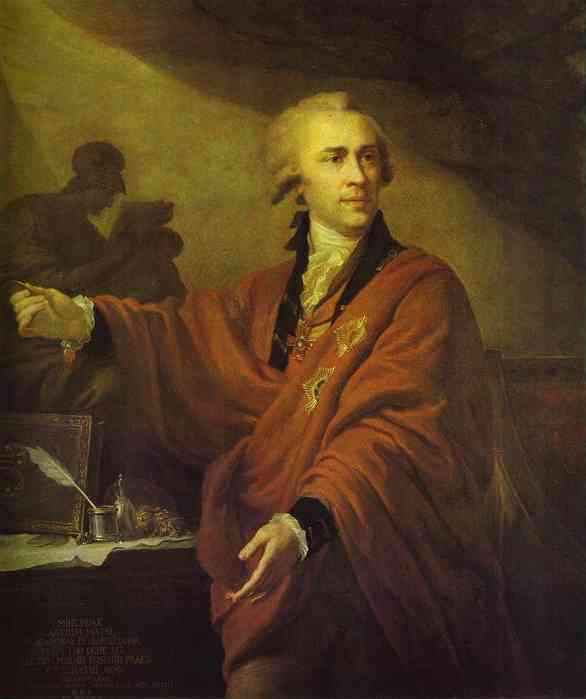
Портрет Мусіна-Пушкіна
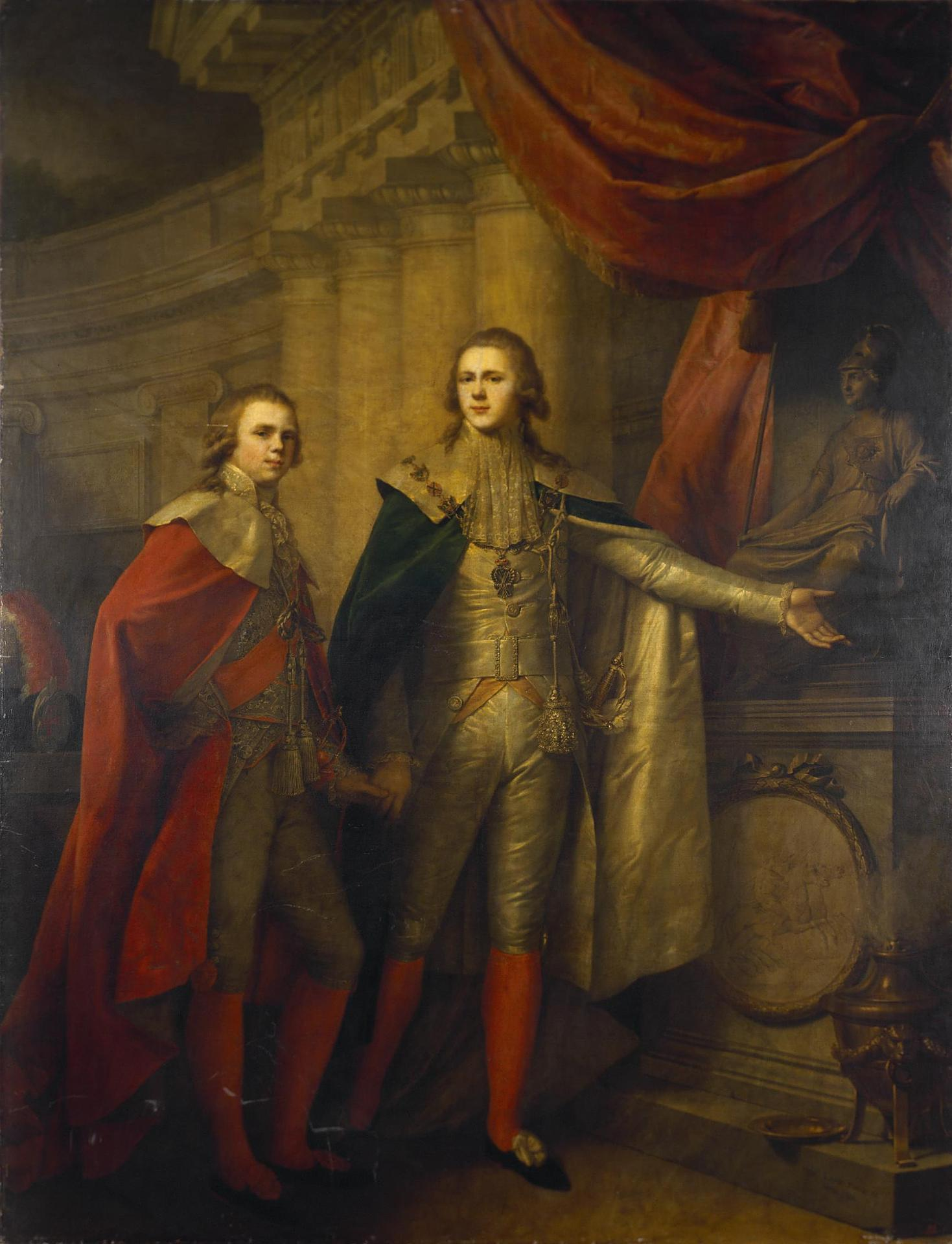
Портрет великих князів Олександра і Костянтина
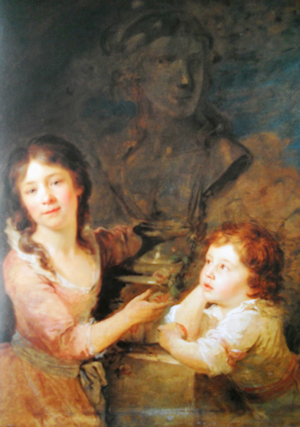
Портрет дітей графа Томатіса
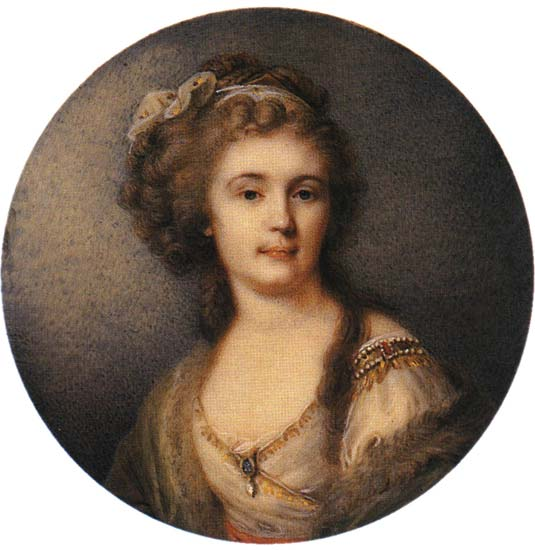
Портрет Тетяни Юсупової